# Festival ChillOut
El ChillOut Festival es un festival LGBTQI celebrado en Daylesford, Victoria, Australia, anualmente durante el puente del Día del Trabajo Victoriano, en marzo. ChillOut es el mayor festival LGBTQI de la Australia regional.

## Historia
El Festival ChillOut comenzó en 1997. En 2020, el Festival ChillOut intentó batir el récord Guiness del arco iris humano más grande. El festival distribuyó camisetas de colores con entradas para que los asistentes al festival pudieran participar.
ACON, Sexual Health Victoria y el Ministerio Australiano de Sanidad y Asistencia a la Tercera Edad se asociaron para realizar pruebas de detección del cáncer de cuello uterino en 2025. Estas pruebas formaban parte de la campaña nacional «Own It».